# Aftokinitodromos 29
Der Aftokinitodromos 29 / Αυτοκινητόδρομος 29 (griechisch für ‚Autobahn 29‘) ist eine Autobahnstrecke in Nordwestgriechenland. Er folgt bzw. verläuft dem Abschnitt der Nationalstraße 15 von Siatista über Kastoria nach Krystallopigi an der albanischen Grenze. Er ist Bestandteil (als Nebenast) des Paneuropäischen Verkehrskorridors VIII.
Der Bau erfolgte als sogenannte Querachse 45 der Autobahn 2 (Egnatia Odos). Im Januar 2009 wurde der Abschnitt von Mikrokastro nordwestlich von Siatista bis nach Aliakmonas mit einer Länge von 13 km für den Verkehr freigegeben. Der Abschnitt von Aliakmonas bis Vogastiko folgte im Jahr 2010. Zur durchgängigen Fertigstellung der gesamten Strecke fehlte damit nur noch das Teilstück zwischen Koromilea und der albanischen Grenze. Dieses wurde 2017 fertiggestellt.